# Außenlager des KZ Dachau

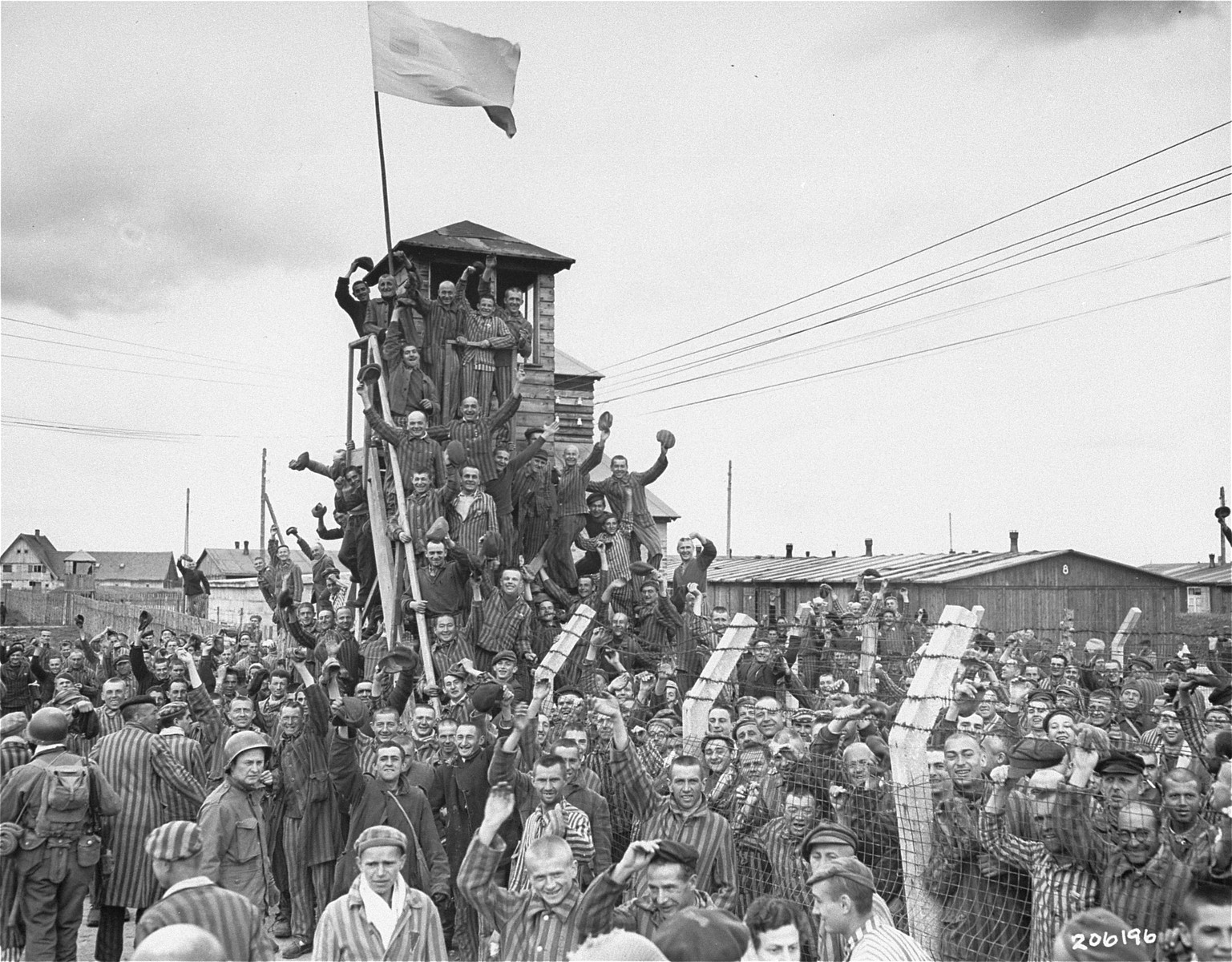
Häftlinge des KZ-Außenlagers Allach begrüßen die US-Armee (30. April 1945)

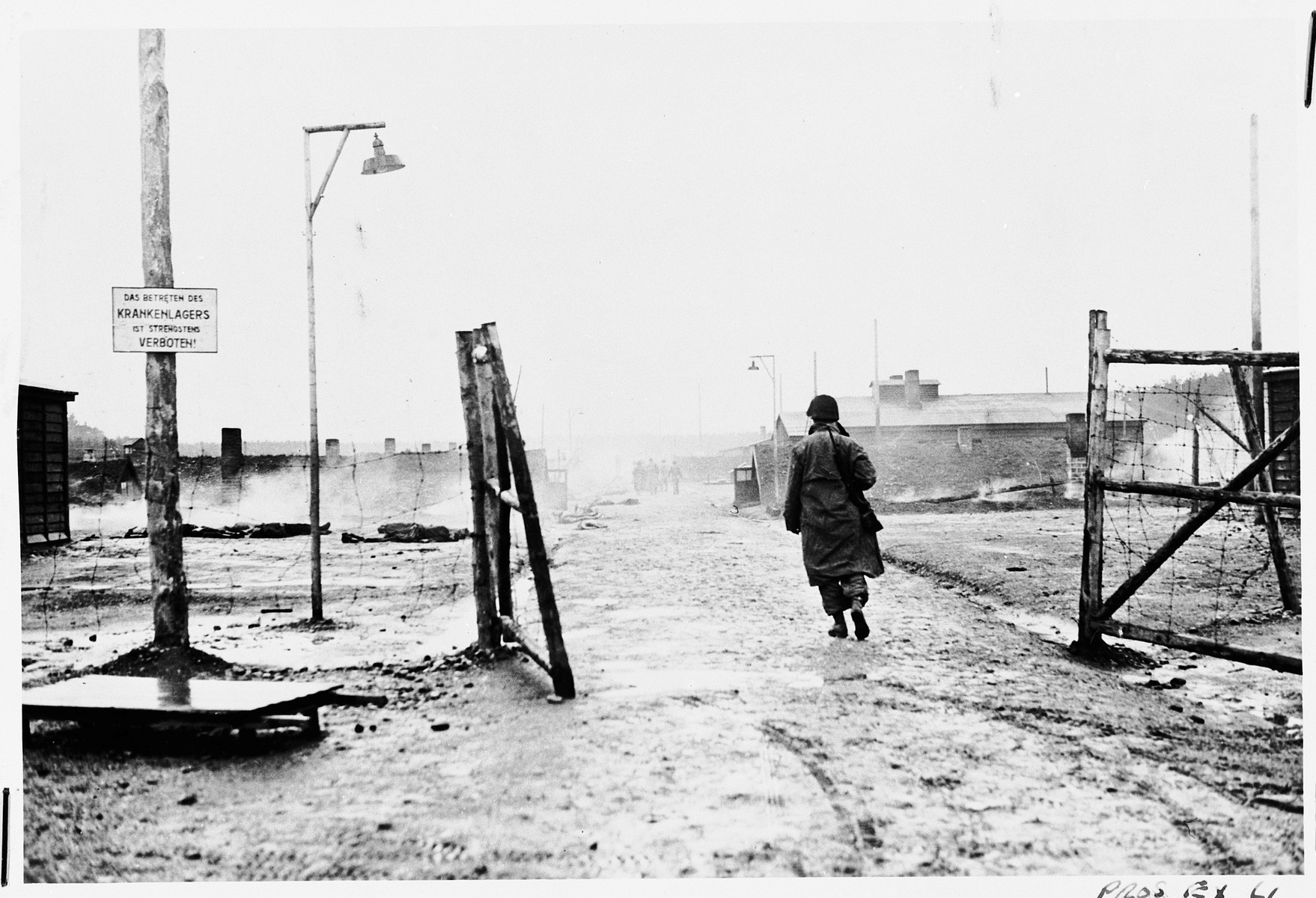
KZ-Außenlagerkomplex Kaufering (27. April 1945)

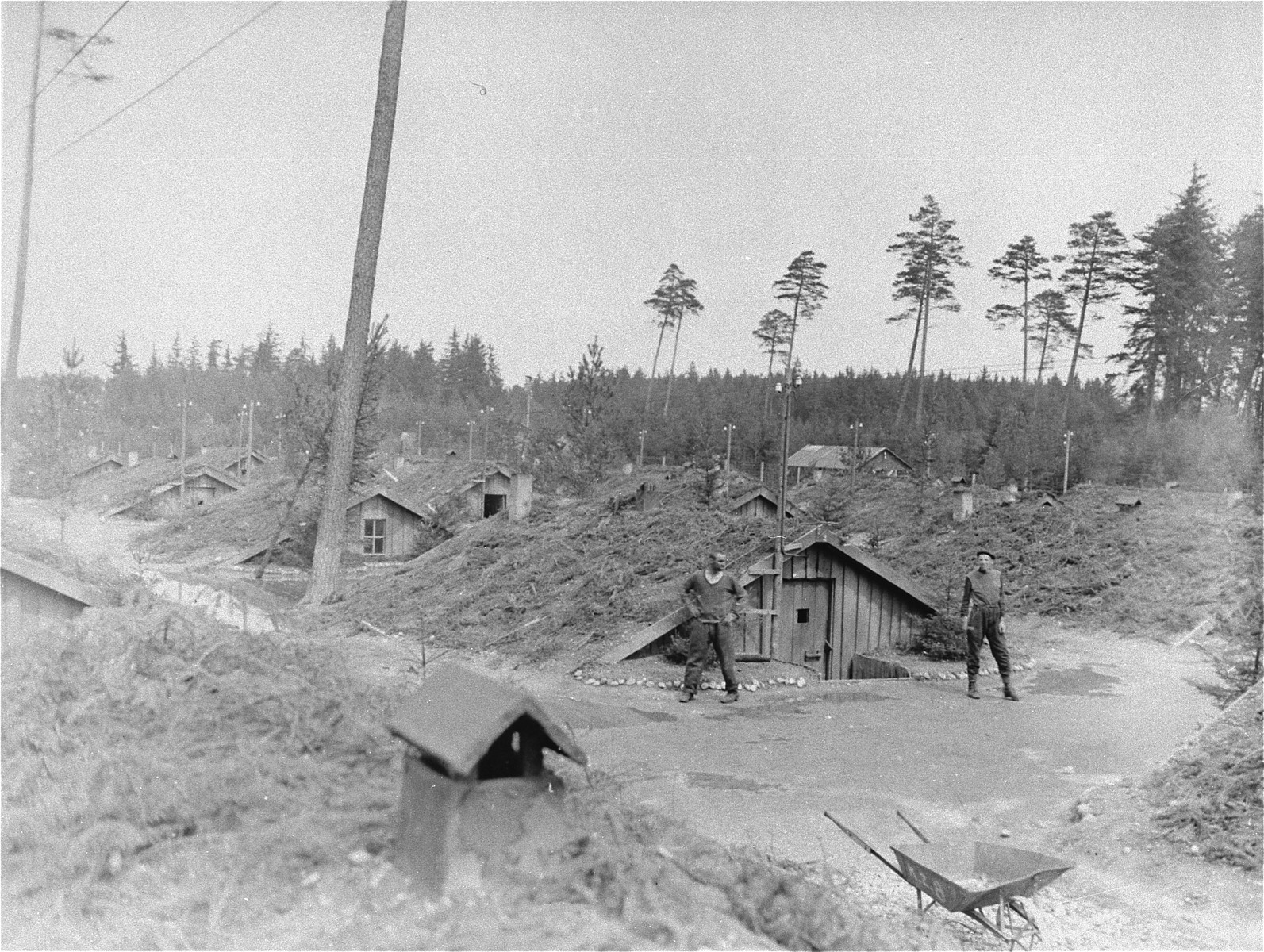
Erdhütten im KZ-Außenlagerkomplex Mühldorf, Waldlager (4. Mai 1945)

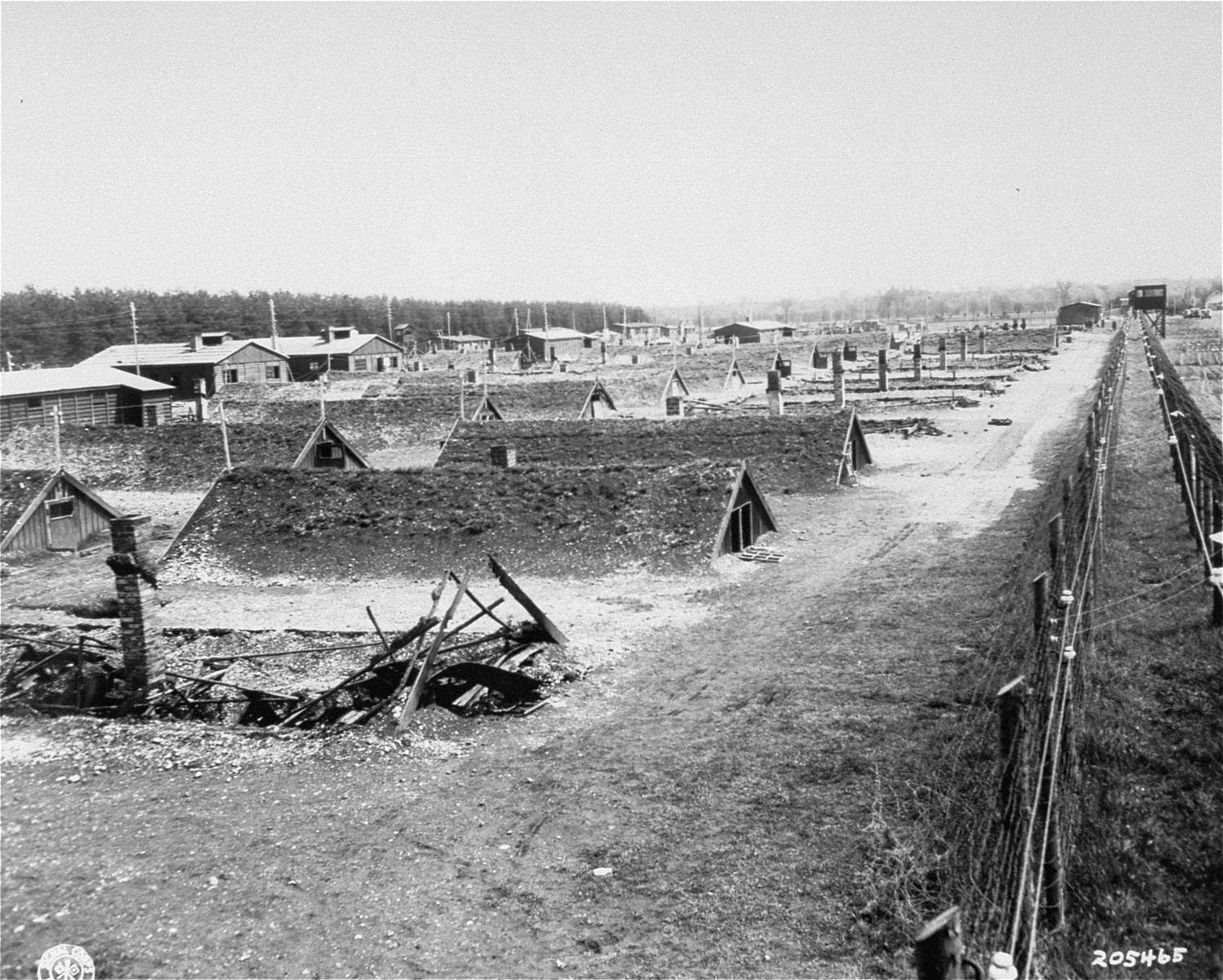
Erdhütten im KZ-Außenlagerkomplex Kaufering, Lager IV – Hurlach (1945)

Die 169 Außenlager des KZ Dachau machten das KZ Dachau zum am weitesten verzweigten und größten Lagerkomplex der Konzentrationslager (KZ) des NS-Regimes. Sie wurden ab 1933 errichtet, die meisten ab 1944, um die Gefangenen mittels Zwangsarbeit auszubeuten, zum Teil auch umzubringen. Während kleine Außenlager – zum Teil auch als Außenkommandos bezeichnet – meist bessere Lebensbedingungen aufwiesen als das Stammlager Dachau, waren in Außenlagern größerer Rüstungsbetriebe oder mit jüdischen Inhaftierten die Überlebenschancen meist erheblich geringer.

## Verschiedene Lager-Arten
In den 169 Außenlagern waren männliche, in 24 separaten Lagern oft am selben Standort wie weibliche Häftlinge inhaftiert. In Art und Größe unterschieden sie sich stark voneinander. In Außenkommandos, die deutlich unter der Sollstärke von 500 Gefangenen blieben, waren die Überlebenschancen besser als im Stammlager, da sich durch den näheren Kontakt brutale Übergriffe des SS-Personals verringerten. Manche meist kleineren Außenkommandos waren nur für wenige Wochen ausgelegt. Der entfernteste Einsatzort eines Außenkommandos lag in Woxfelde (Głuchowo in Polen) und hatte nur einen einzelnen Häftling. Fallweise versuchte die SS, Häftlinge mit der Aussicht auf ein „besseres Arbeitskommando“ zu manipulieren.
In den größeren Außenlagern mit zum Teil über 3000 Inhaftierten waren die Arbeits-, Hygiene- oder Nahrungsbedingungen oft sehr schlecht. Zum Teil waren sie unmenschlich, mit hoher Todesrate, vor allem in den ab 1944 erbauten Rüstungslagern mit jüdischen KZ-Häftlingen und bei Außenarbeiten. Zum Teil folgten diese Arbeitseinsätze dem Konzept „Vernichtung durch Arbeit“, auch durch absichtliche Unterernährung. Die meisten größeren Außenlager wurden erst im April 1945 bei der Befreiung des Konzentrationslagers Dachau aufgelöst.
KZ-Außenlager wie die Außenlagerkomplexe Kaufering und Mühldorf hatten weitere Unterlager und -kommandos oder wurden schließlich zu eigenständigen Konzentrationslagern, wie das KZ Mauthausen. Im größten KZ-Außenlagerkomplex Kaufering des KZ Dachau arbeiteten mindestens 30.000 Häftlinge, mehr als die Hälfte kamen durch Hunger, Arbeit, Krankheit und Mord um. Im zweiten großen KZ-Außenlagerkomplex Mühldorf wie auch im größten KZ-Außenlager München-Allach (BMW) waren jeweils über 8.000 Gefangene interniert. Als 1945 die alliierten Truppen in den Süden vorrückten, wurden diese Lager, unter ihnen Kaufering IV – Hurlach, geräumt und die Gefangenen in Todesmärschen, teils auch mit Zügen an andere Orte geschafft.

## Verschiedene Einsätze zur Zwangsarbeit
Die Zwangsarbeit in den KZ-Außenlagern erstreckte sich von Bauarbeiten, etwa in Kiesgruben, Steinbrüchen und im Straßenbau für den SS-eigenen Konzern Deutsche Erd- und Steinwerke oder Infrastrukturmaßnahmen der Organisation Todt, Leonhard Moll oder Dyckerhoff & Widmann, wie zur Kultivierung von Mooren.
Beginnend mit dem Jahr 1942 entstanden große Außenlager, um riesige unterirdische Komplexe im Rahmen der Untertage-Verlagerung zu errichten. Ziel war, die Rüstungsproduktion unterirdisch weiterzuführen und vor Luftangriffen zu schützen. Auf Anforderung wurden KZ-Häftlinge als Arbeitskräfte u. a. an BMW, Messerschmitt AG, Dornier-Werke, Dynamit AG, Reichsbahn, Luftschiffbau Zeppelin, Agfa und verschiedene staatliche Stellen ausgeliehen. Bei meist kleineren Außenkommandos wurden sie zu handwerklichen oder landwirtschaftlichen Arbeiten herangezogen.
Die Arbeitszeit betrug meist zwölf Stunden pro Tag, mindestens sechs Tage pro Woche. Ergänzt wurde die Zwangsarbeit der KZ-Häftlinge vor allem durch Ost- und Zwangsarbeiter, wie auch Straf- und Kriegsgefangene sowie Inhaftierte der Arbeitserziehungslager.

## Liste der Außenlager des KZ Dachau

### Gebiet Deutschland
Die Basissortierung der Übersicht: 1) Bundesland (Land), 2) PLZ-Leitregion (LR), 3) Landkreis aktuell, 4) Ort.
| Land | LR PLZ | Landkreis aktuell          | Offizielle Bezeichnung AL – KZ-Außenlager AK – KZ-Außenkommando | Orts-Details ALK – Außenlagerkomplex                               | Zeitraum                                                                                  | Anz. Häftl. | Unternehmen, Art, Anmerkung |
| ---- | ------ | -------------------------- | --------------------------------------------------------------- | ------------------------------------------------------------------ | ----------------------------------------------------------------------------------------- | ----------- | --- |
| BY   | 80/81  | Stadt München              | AK München (Bergmannschule)                                     | Bergmannstr. 36 ⊙                                                  | ab Dezember 1944                                                                          | 10          | Gebäudesicherung und Reparaturen durch 10 inhaftierte ausgebildete Handwerker. |
| BY   | 80/81  | Stadt München              | AK München (Bombensuchkommando)                                 | Stielerschule, Stielerstr. 6 ⊙                                     | ab Juli 1944                                                                              | 100         | Blindgänger unter Trümmerschutt suchen und entschärfen. Bis zu 15 Tote pro Tag wurden jeweils durch Transporte aus Dachau „ersetzt“. |
| BY   | 80/81  | Stadt München              | AK München (Ehrengut)                                           | Thalkirchner Str. 270 ⊙                                            | 7. April bis 11. September 1942                                                           | 10          | 10 Gefangene im Sägewerk und Zimmerei L. Ehrengut, für Militärbarackenelemente. Später Lager in Baracke vor Ort. |
| BY   | 80/81  | Stadt München              | AK München (Gestapo)                                            | Brienner Str. 20 (Übergang zu Türkenstr. 2) ⊙                      | ab Juni 1944                                                                              | 50          | Instandsetzung, Bau Luftschutzbunker, Reparaturen und Entschärfungen nach Bombeneinschlägen in der Umgebung. Bis zu 50 Gefangene, Lager im Wittelsbacher Palais (nun Neubau). |
| BY   | 80/81  | Stadt München              | AK München (Großschlachterei Thomae)                            |                                                                    | 21. August bis 1. November 1942                                                           | k. A.       | Großschlachterei Rudolf Thomae, Männer. Schlosser und Tischler. |
| BY   | 80/81  | Stadt München              | AK München (Höchlstraße)                                        | SS-Standortverwaltung Höchlstraße ⊙                                | Oktober bis 28. Dezember 1944                                                             | 18          | 18 Gefangene, alles ausgebildete Handwerker, für Notfallunterstützung nach Luftangriffen |
| BY   | 80/81  | Stadt München              | AK München (Katastropheneinsatz)                                | Im Keller eines ausgebombten Hauses, genaue Lage unbekannt         | 5. Februar bis 21. April 1945                                                             | 85          | Entschärfen von Blindgängern, Beseitigung von Luftkriegsschäden, Aufträge direkt vom Oberbürgermeister Karl Fiehler. |
| BY   | 80/81  | Stadt München              | AK München (Königinstraße)                                      | Königinstr.                                                        | ab 8. November 1944                                                                       | k. A.       | Bunkerbau, Männer. |
| BY   | 80/81  | Stadt München              | AK München (Lebensborn e. V.)                                   | Mathildenstr. ⊙                                                    | ab 15. Juni 1942                                                                          | 40          | 40 Gefangene, auch Instandsetzung in Hermann-Schmidt-Straße und beim Privathaus von Max Sollmann |
| BY   | 80/81  | Stadt München              | AK München (Leopoldstraße)                                      | Leopoldstr.                                                        | März 1945                                                                                 | 9           | Männer, Dienstleistungen |
| BY   | 80/81  | Stadt München              | AK München (Loden-Frey)                                         | Osterwaldstr. 10 ⊙                                                 | ab 13. Juni 1944                                                                          | 35          | Bekleidungsfabrikant |
| BY   | 80/81  | Stadt München              | AK München (Möhlstraße, SS-Oberabschnitt Süd)                   | Möhlstr.                                                           | 1942 bis 1944                                                                             | 15          | Auch Maria-Theresia-Str. 17. |
| BY   | 80/81  | Stadt München              | AK München (Oberbürgermeister)                                  |                                                                    | 1. Januar bis 14. April 1945                                                              | 9           | Oberbürgermeister Karl Fiehler, 2–9 Gefangene. |
| BY   | 80/81  | Stadt München              | AK München (Parteikanzlei)                                      | Karolinenplatz                                                     | 1942 nur kurz, ab Frühjahr 1944 Kommando, ab September 1944 bis 22. April 1945 Außenlager | 30–40       | Parteikanzlei der NSDAP. Aufräum- und Sicherungsarbeiten nach Bombenschäden, Arbeiten an Privathäusern von NSDAP-Mitgliedern. |
| BY   | 80/81  | Stadt München              | AK München (Reichsführer SS)                                    | Karlstr.                                                           | 23. Oktober 1942 bis 14. April 1945                                                       | 14          | Bauleitung der Waffen-SS und Polizei. |
| BY   | 80/81  | Stadt München              | AK München (Reichsführer, SS-Adjutantur)                        | Führerbau Arcisstr. sowie Verwaltungsbau der NSDAP ⊙               | ab 7. Januar 1945                                                                         | 50          | Führer- und NSDAP-Bau, Aufräum- und Instandsetzungsarbeiten nach Luftangriff. |
| BY   | 80/81  | Stadt München              | AK München (Reichskriminalpolizeiamt)                           |                                                                    | ab Januar 1945                                                                            | 12          | [ 16 ] |
| BY   | 80/81  | Stadt München              | AK München (Schuhhaus Meier)                                    | Karlstr. 3–5 ⊙                                                     | November 1944 bis Februar 1945                                                            | 12          | bis zu 12 Gefangene, Bekleidung (Stiefel für Militär) |
| BY   | 80/81  | Stadt München              | AK München (Sprengkommando)                                     |                                                                    | ab 1944                                                                                   | 6           | Außenkommando, s. a. Bombensuchkommando |
| BY   | 80/81  | Stadt München              | AK München (SS-Mannschaftshäuser)                               | Maria-Theresia-Str.                                                | 11. Mai bis 18. November 1942                                                             | 7           | Maler- und Renovierungsarbeiten, Zeugen Jehovas. |
| BY   | 80/81  | Stadt München              | AK München (SS-Standortkommandantur Bunkerbau)                  |                                                                    | ab 1944                                                                                   | 3           | Bauarbeit (Bunkerbau) |
| BY   | 80/81  | Stadt München              | AK München (SS-Standortkommandantur Kabelbau)                   |                                                                    | ab 1944                                                                                   | 10          | Bauarbeit (Kabelbau) |
| BY   | 80/81  | Stadt München              | AK München-Allach (Porzellanmanufaktur)                         |                                                                    | ab 2. Juni 1941                                                                           | 40          | Herstellung von Zierporzellan, simplen Gebrauchsgegenständen, auch dem Julleuchter |
| BY   | 80/81  | Stadt München              | AL München-Allach (BMW), Hauptlager                             | ALK Allach                                                         | ab 22. Februar 1943                                                                       | 10.000      | BMW – die 4.700 bis 10.000 Gefangenen arbeiteten auch bei Dyckerhoff, Sager & Woerner, Kirsch Sägemühle, Pumpel Lochhausen sowie Lochhausener Bunker- & Höhlenkomplex. s. a. zugeordnete KZ-Außenlager Karlsfeld und Rothschwaige.                                                        |
| BY   | 80/81  | Stadt München              | AK München-Allach (Bombenräumkommando)                          | ALK Allach                                                         | ab Frühjahr bis Juli 1944                                                                 | 10          | BMW – Bombenentschärfen, Hauptwerk „BMW I“. |
| BY   | 80/81  | Stadt München              | AK München-Allach (SS-Arbeits- und Krankenlager)                |                                                                    | 11. bis 25. April 1945                                                                    | k. A.       | weibliche Häftlinge, praktisch keine weitere Information. |
| BY   | 80/81  | Stadt München              | AK München-Freimann (Bartolith-Werke)                           | damals Mühlenstr. 28, heute Floriansmühlstraße ⊙                   | 28. August 1942 bis Juli 1943                                                             | 80          | Fertigung patentierter Bauholzplatten aus Holz-/Zementgemisch, 30–80 KZ-Häftlinge. Im Juli 1943 ersetzt durch Gefangene des Gefängnisses in Stadelheim |
| BY   | 80/81  | Stadt München              | AK München-Freimann (Dyckerhoff & Widmann)                      | Freimann ⊙                                                         | 19. September bis 10. Dezember 1942                                                       | 25          | 25 Gefangene, Betonherstellung |
| BY   | 80/81  | Stadt München              | AK München-Freimann (SS-Standortverwaltung)                     | Ingolstädter Str. 193, nun Bundeswehrkaserne ⊙                     | ab 10. November 1941                                                                      | 27–50       | Männer. Handwerkerarbeiten, Instandhaltung und -setzung, Reinigung. |
| BY   | 80/81  | Stadt München              | AL München-Giesing (Agfa Kamerawerke)                           | Tegernseer Landstr.                                                | ab September 1944                                                                         | 500         | Agfa – Aktien Gesellschaft für Anilin Herstellung, Außenlager mit 500 Frauen, Herstellung von Sprengzündern. Lager in der Weißenseestr. |
| BY   | 80/81  | Stadt München              | AK München-Ludwigsfeld (Gärtnereibetrieb Nützl)                 | München-Ludwigsfeld, damals „Ludwigsfeld 9“ ⊙                      | Beginn ab 1941, ausgeweitet ab 1. September 1943                                          | 92          | Arbeit für Gärtnerei Franz Nützl. |
| BY   | 80/81  | Stadt München              | AK München-Moosach (Chemische Werke)                            | Frühere Siemensstr. 16 ⊙                                           | ab 1. November 1944 bis 14. April 1945                                                    | 26–32       | „Chemische Werke GmbH Otto Bärlocher“ wurde 1938 an Franz Wittmann arisiert, dort Einsatz der Gefangenen. |
| BY   | 80/81  | Stadt München              | AL München-Neuaubing (Dornier)                                  | München-Neuaubing, früher „Brunhamstr. 19a–21“ ⊙                   | 1944–1945                                                                                 | 500         | Dornier-Werke München-Neuaubing, Flugzeugbau (s. a. „Germering“), mit SS-Wachen. Zusätzlich ab 1941 bis zu 1900 Zwangsarbeiter bei Dornier, Lager Hohenstein/Hoheneckstr. (ostnordöstl.)                                                                                                  |
| BY   | 80/81  | Stadt München              | AK München-Oberföhring (Bauleitung der Waffen-SS)               |                                                                    | ab 11. April 1944                                                                         | 7           | Männer, Bauarbeiten |
| BY   | 80/81  | Stadt München              | AL München-Riem (OT, SS-Reit- & Fahrschule)                     | Außenlager in Pferdeställen der SS-Reitschule ⊙                    | ab Februar 1943                                                                           | 1.500       | Organisation Todt, Bau Startbahn, Aufräum- und Ausbesserungsarbeiten Flughafen München-Riem nach Bombenangriffen. Sinti und Roma, Juden. Unterernährung, Deportationen. Mindestens 50 bezeugte Erschießungen durch SS und Franz Xaver Trenkle, Todesmärsche nach Bad Tölz & Dettenhausen. |
| BY   | 80/81  | Stadt München              | AK München-Schwabing (Schwester Pia)                            | Voit Str.                                                          | 19. Januar 1937 bis 18. Dezember 1942                                                     | 1           | Männer, Dienstleistungen |
| BY   | 80/81  | Stadt München              | AK München-Sendling (Architekt Bücklers)                        | Östlich der Bahnlinie München–Tegernsee, westlich der Koppstraße ⊙ | 16. März bis 1. Dezember 1942                                                             | 40          | 40 Gefangene, Unterkunfts-Holzbaracke umzäunt mit Stacheldraht, zwei Wachtürme, 100 Meter von der Baustelle. Bauarbeiten für Karl Bücklers zur Errichtung der Rüstungsfabriken Linhof, Widmaier und Grunow.                                                                               |
| BY   | 82     | LK Fürstenfeldbruck        | AL Germering                                                    | Germering, Obere Bahnhofstr.                                       | ab Oktober 1943                                                                           | 245         | Dornier-Werke, Neuaubing zugehörig. Am 7. September 1943 genehmigte der Gemeinderat Germering die Errichtung. 125 bis 245 Gefangene. Wachmänner wechselten zwischen Neuaubing und Germering. Außenkommando unter der Leitung von Wilhelm Wagner.                                          |
| BY   | 82     | LK Garmisch-Partenkirchen  | AK Garmisch-Partenkirchen                                       |                                                                    | ab Mitte Dezember 1944                                                                    | 20          | von SS beschlagnahmte Hotels Sonnenbichl mit 7 Häftlingen, Haus Wittelsbach und Haus Partenkirchen mit weiteren 7 Häftlingen, für Instandsetzungsarbeiten. |
| BY   | 82     | LK Garmisch-Partenkirchen  | AK Seehausen                                                    | am Staffelsee                                                      | 1943 bis 25. April 1945                                                                   | 50          | Feinmechanische Werkstätte Ing. G. Tipecska VDI. Bauarbeiten, Arbeitskommando für Dr. Jung, siehe auch: und Geschichte von Seehausen |
| BY   | 82     | LK München                 | AK Deisenhofen (Schwester Pia)                                  | Deisenhofen (Oberhaching)                                          | ab 1937 Kommando, ab 1940 Außenlager, bis etwa 1944                                       | 14          | u. a. Bauarbeiten an Garage, Badehaus und Bunker mit Material aus KZ Dachau, Anfertigung von Möbeln und Schnitzereien. |
| BY   | 82     | LK Starnberg               | AK Feldafing                                                    |                                                                    | 6. April 1942 bis Januar 1945                                                             | 300         | Reichsschule Feldafing, Eliteschule der NSDAP. Bis zu 300 Häftlinge als Bauarbeiter bei Hochtief AG eingesetzt, unter anderem zu Erd- und Planierungsarbeiten, auch Einsatz im Unterkommando Tutzing.                                                                                     |
| BY   | 82     | LK Starnberg               | AK Starnberg                                                    |                                                                    | ab 22. Januar 1945                                                                        | 6           | Landratsamt, Bombenräum- und -Entschärfungskommando, 6 Häftlinge. |
| BY   | 82     | LK Starnberg               | AK Tutzing                                                      |                                                                    | 27. Oktober 1944 bis 18. Januar 1945                                                      | k. A.       | Dornier-Werk in Tutzing als Außenkommando des Außenkommandos Feldafing (auch „Trutzkirch“). |
| BY   | 82     | LK Weilheim-Schongau       | AK Weilheim                                                     |                                                                    | 1. Februar bis 1. April 1945                                                              | 3           | Dienstleistungen für das Landratsamt, drei KZ-Häftlinge. |
| BY   | 83     | LK Bad Tölz-Wolfratshausen | AK Bad Tölz                                                     | Bad Tölz                                                           | ab Sommer 1940                                                                            | 170         | SS-Junkerschule, 170 Gefangene. |
| BY   | 83     | LK Bad Tölz-Wolfratshausen | AK Bichl                                                        |                                                                    | 1. Mai bis 31. Dezember 1941                                                              | 170         | Erweiterung Bahngelände. Regensburger Firma Riepl setzte 100 KZ-Gefangene ein. Zudem Einsatz von 70 Jüdinnen in der Flachsfabrik. |
| BY   | 83     | LK Berchtesgadener Land    | AK Königssee                                                    | Schönau am Königssee                                               | 2. bis 19. September 1944                                                                 | 140         | SS-Reichsführer. Bauarbeiten Privathäuser Heinrich Himmler und Großadmiral Karl Dönitz, Errichtung Bunker. Bis zu 140 Gefangene, v. a. Handwerker. |
| BY   | 83     | LK Miesbach                | AK Fischbachau                                                  |                                                                    | 12. September 1944 bis 21. Januar 1945                                                    | 25          | 20–25 Gefangene, Bau von zwei Holz-Doppelhäusern für SS-Führer aus München |
| BY   | 83     | LK Miesbach                | AK Wölflhof bei Aurach                                          | Wölflhof bei Aurach in Fischbachau                                 | Februar bis April 1945                                                                    | 1           | Frau Dr. Schweninger, 1 KZ-Häftling, Einsatz in Landwirtschaft („Wurach bei Wöhlhof“). |
| BY   | 83     | LK Miesbach                | AK Gmund                                                        | am Tegernsee                                                       | ab 23. Mai 1944                                                                           | 20          | Haus Lindenfycht von Heinrich Himmler, seine Frau überwachte die 15 bis 20 Häftlinge bei den Bauarbeiten. Später Bau eines Luftschutzstollens für Walter Warlimont. Außenkommando des Außenlagers Bad Tölz.                                                                               |
| BY   | 83     | LK Miesbach                | AK Hausham                                                      |                                                                    | ab 1942                                                                                   | 22          | Bauarbeit, Landwirtschaft (auch: weibliche Häftlinge aus dem KZ Ravensbrück) |
| BY   | 83     | LK Miesbach                | AK Spitzingsee                                                  | nahe Schliersee                                                    | Oktober 1941 bis Januar 1942                                                              | 6           | 6 Inhaftierte mussten eine SS-Skihütte als Anbau an eine Blockhütte errichten, auf einem bewaldeten Hügel mit Blick auf den See. |
| BY   | 83     | LK Miesbach                | AK Sudelfeld (SS-Berghaus)                                      | Sudelfeld (Bayrischzell)                                           | ab 22. Juni 1940                                                                          | 150         | Bauarbeit und Landwirtschaft |
| BY   | 83     | LK Miesbach                | AK Sudelfeld (Luftwaffe)                                        | Sudelfeld (Bayrischzell)                                           | ab 22. Juni 1940                                                                          | 25          | Hochfrequenzforschung. Inhaftierte Ingenieure, Physiker und Techniker. |
| BY   | 83     | LK Miesbach                | AK Valepp/Schliersee (Bauer Marx)                               |                                                                    | ab 30. Oktober 1944                                                                       | 1           | Ochsenalm bei Valepp oder Faistenau/Fischbachau, Landwirtschaft. |
| BY   | 83     | LK Miesbach                | AK Valepp/Schliersee (Jagdhaus Himmler)                         |                                                                    | 1. November 1942 bis 30. Oktober 1944                                                     | 20          | Bauarbeiten, Bauleitung der Waffen-SS und Polizei. |
| BY   | 83     | LK Traunstein              | AK Fridolfing                                                   |                                                                    | 23. November 1943 bis 30. Mai 1944                                                        | 4           | vier Hilfskräfte für ein Anwesen mit Landwirtschaft und Sägewerk |
| BY   | 83     | LK Traunstein              | AK Traunstein                                                   |                                                                    | ab 8. Oktober 1942 für ungefähr vier Monate                                               | 20          | 20 Gefangene, Renovierung Krankenhaus/REHA |
| BY   | 83     | LK Traunstein              | AL Trostberg                                                    | Werksgelände der SKW (heute AlzChem)                               | Oktober/November 1944 bis 4. Mai 1945                                                     | 950         | BMW überwiegend Teile-Fertigung BMW-801 Sternmotor, Belegungsstärke: zw. 234 und 951 KZ-Häftlingen |
| BY   | 83     | LK Rosenheim               | AK Halfing-Brüningsau                                           |                                                                    | Herbst 1942 und Herbst 1944                                                               | 10          | 10 inhaftierte Handwerker, Villa Brüningsau für SS-Führer Oswald Pohl |
| BY   | 83     | LK Rosenheim               | AL Stephanskirchen                                              | Stephanskirchen-Haidholzen                                         | November 1944 bis April 1945                                                              | 250         | BMW Rüstung über Chiemgauer Vertriebsgesellschaft O.H.G, Außenlager, etwa 250 KZ-Häftlinge |
| BY   | 83     | LK Rosenheim               | AK Thansau                                                      | Gut Thansau in Thansau (Rohrdorf)                                  | 1944 bis 1945                                                                             | 50          | Aufräumarbeiten. Anforderung durch Adjutantur des Reichsführers SS. |
| BY   | 83     | Stadt Rosenheim            | AK Rosenheim                                                    |                                                                    | ab 14. April 1945                                                                         | 220         | Aufräumarbeiten und Bombenentschärfung vor allem um den Bahnhof, ungefähr 220 Gefangene. |
| BY   | 84     | LK Altötting               | AL Gendorf (= „AL Emmerting“)                                   | Gendorf (Burgkirchen an der Alz)                                   | ab Oktober 1943                                                                           | 250         | IG Farben, Tochterfirma Anorgana, siehe auch Werk Gendorf. 200 bis 250 Gefangene. |
| BY   | 84     | LK Mühldorf am Inn         | AL Mühldorf-Mettenheim (M 1), Hauptlager                        | ALK Mühldorf – Mettenheim                                          | ab Juli 1944                                                                              | 3.200       | OT Bunkerbau, Lager in ehemaliger Luftwaffen-Kleidungskammer. Rüstungsproduktion und Führung des KZ-Außenlagerkomplexes Mühldorf, in deren Lagern ab Juli insgesamt 8.300 Gefangene eingesetzt waren, davon 800 Frauen. Mehr als die Hälfte kamen in der KZ-Gefangenschaft um.            |
| BY   | 84     | LK Mühldorf am Inn         | AL Mühldorf-Ampfing Waldlager V/VI                              | ALK Mühldorf – Ampfing                                             | ab August 1944                                                                            | 2.000       | OT Bunkerbau. Siehe KZ-Außenlagerkomplex Mühldorf und Weingut I. |
| BY   | 84     | LK Mühldorf am Inn         | AL Mühldorf-Mittergars                                          | ALK Mühldorf – Mittergars                                          | ab 30. November 1944                                                                      | 300         | OT Bunkerbau, v. a. jüdische Häftlinge. |
| BY   | 84     | LK Mühldorf am Inn         | AL Mühldorf-Thalham                                             | ALK Mühldorf – Thalham (Obertaufkirchen)                           | ab 31. Januar 1945                                                                        | 250         | OT Erdarbeiten, v. a. jüdische Häftlinge. |
| BY   | 84     | LK Mühldorf am Inn         | AK Mühldorf-Zangberg                                            | ALK Mühldorf – Zangberg                                            | März und April 1945                                                                       | 200         | AK des AL Mühldorf-Mettenheim (M 1). Errichtung einer Munitionsfabrik im Kloster Zangberg. |
| BY   | 84     | Stadt Landshut             | AL Landshut                                                     | Landshut, am „Kleinen Exerzierplatz“                               | September 1944 bis Ende April 1945                                                        | 500         | Organisation Todt, Rüstung, 500 jüdische KZ-Häftlinge. Hohe Anzahl an Todesopfern. |
| BY   | 85     | LK Dachau                  | AK Dachau (Entomologisches Institut)                            | Würmmühle 4 ⊙                                                      | 1943 bis 1944                                                                             | 30          | Institut für Insektenkunde und -bekämpfung. Errichtung Erweiterung durch Inhaftierte. |
| BY   | 85     | LK Dachau                  | AK Dachau (Pollnhof)                                            | Dachau, Steinstr. 16 ⊙                                             | ab März 1945                                                                              | 50          | SS, landwirtschaftlicher Betrieb. Innenkommando des KZ Dachau ab 1942. Von 1. März 1945 für vier Wochen eigenes Außenkommando neben den Pferdeställen auf dem Gut Pollnhof. |
| BY   | 85     | LK Dachau                  | AK Dachau (Fleischwarenfabrik Hans Wülfert)                     | Dachau, Schleißheimer Str. 19 ⊙                                    | ab August 1941 Kommando, ab Februar 1943 Außenlager                                       | 320         | bis zu 320 Gefangene. Fleischwaren- und Konservenfabrik. „Ältester nationalsozialistischer Betrieb in Dachau“. 1955 übernahm die Karl Schweisfurth GmbH. Inzwischen Supermarkt und Wohnhaus.                                                                                              |
| BY   | 85     | LK Dachau                  | AK Gröbenried                                                   | Gröbenried (Bergkirchen), Münchner Str.                            | ab 1933                                                                                   | 160         | Torfstechen beim Eschenhof in Eschenried, 160 Gefangene, Lager am Dinklerhof in Gröbenried. |
| BY   | 85     | LK Dachau                  | AL Karlsfeld (OT)                                               | ALK Allach – Karlsfeld                                             | ab 11. Juli 1944                                                                          | 750         | OT, Außenlagerkomplex München-Allach. \|Sager & Woerner für Bunkerbau BMW sowie Gleisbau. Männer, schwerste Bauarbeiten. Tote wurden ins KZ Dachau transportiert. Selektionen, Deportation nach Auschwitz.                                                                                |
| BY   | 85     | LK Dachau                  | AL Rothschwaige                                                 | ALK Allach – Rothschwaige (Karlsfeld), wohl Kufsteiner Str. 12     | ab 17. Mai 1944                                                                           | 500–1.000   | OT des Außenlagerkomplexes München-Allach. Durchgangslager für Juden, Sinti & Roma aus Auschwitz ins KZ-Außenlager München-Allach, für je etwa vier bis sechs Wochen. |
| BY   | 85     | LK Ebersberg               | AK Ebersberg                                                    |                                                                    | ab März 1945                                                                              | 1           | Bürgermeister |
| BY   | 85     | LK Ebersberg               | AK Markt Schwaben                                               | Finsinger Str.                                                     | ab 2. September 1944                                                                      | 20          | SS-Adjudantur am Bahnhof, Außenkommando für Bauhilfsarbeiten, auch Landwirtschaft, ungefähr 19 Häftlinge. |
| BY   | 85     | LK Ebersberg               | AK Steinhöring                                                  |                                                                    | 20. September 1944 bis 28. April 1945                                                     | 50          | Lebensborn, Einsatz 27 männliche politische KZ-Häftlinge, vor allem Fachhandwerker. |
| BY   | 85     | LK Freising                | AL Eching                                                       | Eching/Neufahrn, Dietersheimer Str.                                | ab 10. April 1945                                                                         | 500         | Männerlager mit zwei bis fünf Baracken in Neufahrn. Bauarbeiten an Rollbahn für Flugzeuge in Eching, heutige „Garchinger Heide“. |
| BY   | 85     | LK Freising                | AK Freising                                                     |                                                                    | ab Februar 1945                                                                           | 1           | Landratsamt. |
| BY   | 85     | LK Freising                | AL Neufahrn                                                     |                                                                    | ab 22. April 1945                                                                         | 500–1.000   | Männerlager. Rüstungsindustrie oder Bau von Straßen und Start- und Landebahnen. Fünf Baracken. |
| BY   | 85     | LK München                 | AL Ottobrunn                                                    |                                                                    | ab 1944                                                                                   | 450         | Aufbau der Luftfahrtforschungsanstalt München (LFM). |
| BY   | 85     | LK München                 | AK Schleißheim (Aufräumungskommando)                            | Schleißheim (Oberschleißheim)                                      | ab 14. April 1945                                                                         | k. A.       | Männer, Aufräumen der Bombenschäden nach Luftangriffen. Bombenräumkommando auf dem Sonderlandeplatz Oberschleißheim, untergebracht in Hochmutting. |
| BY   | 85     | LK München                 | AK Schleißheim (Berufsschule)                                   | Schleißheim (Oberschleißheim)                                      | ab Oktober 1941                                                                           | 150         | Zunächst 60 bis 150 Bauhandwerker für Instandhaltung und Reinigung. Spätere Funktion dort „Entlassungsstelle der Waffen-SS Schleissheim“. |
| BY   | 85     | LK Pfaffenhofen an der Ilm | AK Eschelbach                                                   | Eschelbach an der Ilm, bei Wolnzach                                | ab 1944                                                                                   | 40          | etwa 40 Häftlinge, |
| BY   | 85     | Stadt Ingolstadt           | AK Ingolstadt (Bahnbetriebswerk)                                |                                                                    | erwähnt Februar 1945                                                                      | 12          | Bahnbetriebswerk |
| BY   | 85     | Stadt Ingolstadt           | AK Ingolstadt (Landrat)                                         |                                                                    | ab Juli 1944                                                                              | 20          | Bombensuch-, -entschärfungs- und Blindgänger-Sprengkommando, zwei und mehr Sechs-Mann-Kommandos. |
| BY   | 86     | LK Landsberg/Lech          | AL Kaufering I – Landsberg, Hauptlager                          | ALK Kaufering/Landsberg – Landsberg am Lech                        | geplant ab 22. Juni 1944 (Männer), ab 1. August 1944 (Frauen)                             | 5.000       | Hauptlager mit Kommandantur des KZ-Außenlagerkomplex Kaufering, dort 30.000 Gefangene und 50–60 % Verstorbene. Kaufering I: Leonhard Moll Eisenbahn- und Betonbau, Geiger Wasser- und Kanalbau, 3.000–5.000 Männer. 200 Frauen für Feldarbeit und vermutlich Dynamit AG.                  |
| BY   | 86     | LK Landsberg/Lech          | AL Kaufering II – Igling                                        | ALK Kaufering/Landsberg – Igling                                   | ab 24. August 1944                                                                        | 1.200       | Lager westlich der Baustelle „Diana II“. 1.200 Männer. |
| BY   | 86     | LK Landsberg/Lech          | AL Kaufering III – Kaufering                                    | ALK Kaufering/Landsberg                                            | ab 18. Juni 1944                                                                          | 2.300       | Leonhard Moll Eisenbahn- und Betonbau, 2.000 Männer, 340 Frauen. In der Gleiskurve Kaufering Bahnhof. |
| BY   | 86     | LK Landsberg/Lech          | AL Kaufering IV – Hurlach                                       | ALK Kaufering/Landsberg                                            | ab September 1944                                                                         | 3.000       | Leonhard Moll Eisenbahn- und Betonbau, Firma Holten, 3.000 Männer. Später Krankenlager. |
| BY   | 86     | LK Landsberg/Lech          | AL Kaufering V – Utting                                         | ALK Kaufering/Landsberg – Utting am Ammersee                       | ab Spätsommer 1944                                                                        | 600         | Dyckerhoff & Widmann und Gerberei, 500–600 Männer. |
| BY   | 86     | LK Unterallgäu             | AL Kaufering VI – Türkheim                                      | ALK Kaufering/Landsberg                                            | ab Oktober 1944 (Männer), ab Januar 1945 (Frauen)                                         | 3.500       | Messerschmitt AG, bis zu 2.500 Männer. 1.000 Frauen waren eingesetzt, um Gräben auszuheben, Unterkünfte zu bauen, aufzuräumen und zu reinigen. |
| BY   | 86     | LK Landsberg/Lech          | AL Kaufering VII – Landsberg-Erpfting                           | ALK Kaufering/Landsberg – Landsberg-Erpfting                       | September 1944 bis April 1945                                                             | 3.300       | 2.000 bis 3.000 Männer, 270 Frauen. Später als Krankenlager genutzt. Straße zwischen Erpfting und Landsberg, an demontierter Bahnlinie. |
| BY   | 86     | LK Landsberg/Lech          | AL Kaufering VIII – Seestall                                    | ALK Kaufering/Landsberg – Fuchstal, Seestall                       | ab November 1944 erwähnt.                                                                 | 500         | Leonhard Moll Eisenbahn- und Betonbau. Tarnbauten, Kiesgewinnung. VIII war eher Fehlplanung, da Kiesschicht nicht mächtig genug. |
| BY   | 86     | LK Landsberg/Lech          | AL Kaufering IX – Obermeitingen                                 | ALK Kaufering/Landsberg – Obermeitingen                            | spätestens ab Oktober 1944                                                                | 800         | Organisation Todt, Tarnbauten, Kiesgewinnung. Schlechte Quellenlage, siehe Hauptlager Kaufering I. |
| BY   | 86     | LK Landsberg/Lech          | AL Kaufering X – Utting                                         | ALK Kaufering/Landsberg – Utting am Ammersee                       | ab 26. September 1944                                                                     | 400         | Bauarbeiten und Firma Kranz, Dyckerhoff & Widmann, 400 Männer. |
| BY   | 86     | LK Landsberg/Lech          | AL Kaufering XI – Landsberg-Stadtwaldhof                        | ALK Kaufering/Landsberg – Landsberg-Stadtwaldhof                   | ab Ende Oktober 1944                                                                      | 3.000       | Bau des Bunkers der heutigen Welfen-Kaserne. Leonhard Moll Eisenbahn- und Betonbau, Holzmann, Held & Francke, 3.000 Männer. |
| BY   | 86     | LK Landsberg/Lech          | AL Landsberg                                                    | Landsberg, Fliegerhorst Penzing                                    | ab 14. Juli 1944                                                                          | 650         | Dornier-Werke und Messerschmitt AG. Ungefähr 650 KZ-Häftlinge, Unterbringung in Turnhalle. |
| BY   | 86     | LK Landsberg/Lech          | AK Landsberg (Dynamit AG)                                       | Landsberg                                                          | ab März 1945                                                                              | 10          | Dynamit AG, zwei KZ-Außenkommandos des Außenlagers Kaufering, das männliche mit 10 Gefangenen |
| BY   | 86     | LK Neuburg-Schrobenhausen  | AK Neuburg                                                      | Neuburg an der Donau, Flugplatz Weichering/Zell                    | Februar bis März 1945                                                                     | 6           | Luftwaffenstützpunkt. Bombenentschärfung, 1 bis 6 Gefangene. |
| BY   | 86     | Stadt Augsburg             | AL Augsburg-Kriegshaber                                         | Ulmer Straße, Augsburg-Kriegshaber                                 | 7. September 1944 bis Anfang April 1945                                                   | 500         | Michel-Werke, Flugzeugelektrik sowie Keller und Knappich/KUKA, Mörser und Patronen, wenige in Neusäss bei Lohwald-Tarnfarben. Lager der 500 jüdischen inhaftierten Frauen aus Ungarn im Nordbau Michel-Werke                                                                              |
| BY   | 86     | Stadt Augsburg             | AK Augsburg (Oberbürgermeister)                                 |                                                                    | 3. November 1944 bis März 1945                                                            | 18          | Bombensuchkommando. |
| BY   | 86     | Stadt Augsburg             | AK Augsburg (Reichsbahnbetriebsamt)                             |                                                                    | Februar bis März 1945                                                                     | 7           | [ 98 ] |
| BY   | 86     | Stadt Augsburg             | AL Haunstetten                                                  | Augsburg-Haunstetten                                               | ab 9. Februar 1943 bis 20. April 1944                                                     | 2.700       | Messerschmitt AG Rüstungsbetrieb (Flugzeuge), 2.700 KZ-Häftlinge. Nach Luftangriff am 13. April 1944 Verlegung nach Augsburg-Pfersee. |
| BY   | 86     | Stadt Augsburg             | AL Augsburg-Pfersee, Hauptlager                                 | ALK Schwaben                                                       | ab 27. April 1944                                                                         | 2.000       | Messerschmitt AG in Luftnachrichtenkaserne (Sheridan-Kaserne), Fertigung Me 410 und Me 210 durch 1.500 bis 2.000 KZ-Häftlinge |
| BY   | 86     | LK Augsburg                | AL Gablingen                                                    | ALK Schwaben – Gersthofen-Gablingen, B2. Flugplatz.                | ab Januar 1944                                                                            | 1.000       | Messerschmitt AG, knapp 1.000 Gefangene, schwerer Bombentreffer am 24. April 1944. |
| BY   | 86     | LK Augsburg                | AL Horgau                                                       | ALK Schwaben                                                       | ab 4. März 1945 für einen Monat                                                           | 300         | zu Augsburg-Pfersee. Messerschmitt AG, 235 Häftlinge wurden ermordet oder starben |
| BY   | 86     | LK Donau-Ries              | AL Bäumenheim                                                   | ALK Schwaben – Asbach-Bäumenheim                                   | ab 1. August 1944                                                                         | 500         | Messerschmitt AG in ehemaligen Gebäuden der Dechentreiter Landmaschinenfabrik, etwa 500 Gefangene, beim Bahnhof |
| BY   | 87     | LK Oberallgäu              | AK Bad Oberdorf                                                 | (Bad Hindelang)                                                    | März bis Mai 1945                                                                         | 1           | Ein Häftling (Friedrich (Fred) Georg Frey) auf landwirtschaftlichem Anwesen Ilse Heß. |
| BY   | 87     | LK Oberallgäu              | AK Oberstdorf-Birgsau                                           |                                                                    | 1. Juli 1943 bis 25. April 1945                                                           | 30          | Waffen-SS: Ausbildungslager SS-Gebirgsjäger. 30 Häftlinge, Bau und Betrieb der Unterkünfte. |
| BY   | 87     | LK Oberallgäu              | AL Blaichach                                                    | ALK Allgäu – Blaichach                                             | ab 16. Juli 1944                                                                          | 700         | BMW, Produktion Zahnräder & Pleuelstangen im Fabrikgebäude „Allgäuer Weberei und Spinnerei“ (heute Bosch Autozubehör). Männer aus Sowjetunion, Niederlanden, Frankreich etc. |
| BY   | 87     | LK Oberallgäu              | AL Fischen                                                      | ALK Allgäu                                                         | ab 1944                                                                                   | 300         | Messerschmitt AG, 250–300 Häftlinge. War Außenkommando des KZ-Außenlagers Kottern-Weidach, Postanschrift lautete SS-Arbeitslager Fischen bei Kempten. |
| BY   | 87     | Stadt Kempten (Allgäu)     | AL Kottern                                                      | ALK Allgäu – Kottern-Weidach, Kempten (Allgäu)/Durach              | 1. Oktober 1943 bis 27. April 1945                                                        | 1.000       | Messerschmitt AG und Kemper (Panzer & Kriegsfahrzeugbau) |
| BY   | 87     | Stadt Kempten (Allgäu)     | AL Kempten                                                      | ALK Allgäu                                                         | ab 15. September 1943                                                                     | 700         | BMW über Helmuth Sachse KG in Spinnerei und -weberei Kempten |
| BY   | 87     | Stadt Kaufbeuren           | AL Kaufbeuren                                                   | ALK Allgäu – Kaufbeuren                                            | ab 23. Mai 1944                                                                           | 600         | BMW, 600 Gefangene, im 4. Stock einer Spinnerei (heute Fabrik). Produktion Luftschraubenwellen. Auch Einsatz bei „Schwäbischer Formholz Gesellschaft“. |
| BY   | 87     | Stadt Kaufbeuren           | AL Riederloh                                                    | Steinholz, Kaufbeuren-Riederloh, Mauerstetten                      | 20. September 1944 bis 8. Januar 1945                                                     | 1.000       | Dynamit AG und Hebel Bau, 90 getarnte Bunker und Gebäude mit 800-1.000 KZ-Häftlingen, nur 200–300 überlebten. |
| BY   | 88     | LK Lindau                  | AK Schlachters                                                  | Schlachters, Biesings (Sigmarszell)                                | ab 1944                                                                                   | 8           | am „Institut für wehrwissenschaftliche Zweckforschung“ |
| BY   | 89     | LK Dillingen an der Donau  | AL Lauingen                                                     | Lauingen (Donau) und Birkackerhof                                  | März 1944 bis Anfang April 1945                                                           | 3.000       | AL Lauingen I, II & Birkackerhof. Messerschmitt AG, Flugzeugteile für Me 262 in der Landmaschinenfabrik Ködel & Böhm und ab August in der Tuchfabrik Ludwigsau J. Feller & Co. Anfang 1945 Umzug in das neue Außenlager Birkackerhof.                                                     |
| BY   | 89     | LK Günzburg                | AL Burgau                                                       |                                                                    | ab 3. März 1945                                                                           | 1.100       | Messerschmitt AG, Frauenlager, Industrie |
| BY   | 89     | LK Neu-Ulm                 | AK Unterfahlheim                                                | Unterfahlheim (Nersingen), Neu-Ulm                                 | ab 5. Juli 1943                                                                           | 30          | SS-Deutsche Versuchsanstalt für Ernährung und Verpflegung GmbH in Unterfahlheim bei den „Dr. Rühmer’schen Satzfischanlagen“, Einsatz von 7 bis 30 KZ-Gefangenen, alles Jehovas Zeugen. |
| BY   | 90     | Stadt Nürnberg             | AK Nürnberg (SS-Kaserne)                                        | Frankenstr. 204                                                    | 12. Mai 1941 bis 16. Juni 1943                                                            | 60          | 58 Häftlinge, ab 16. Juni 1943 ersetzt durch Häftlinge des KZ Flossenbürg, von dort auch die weiteren KZ in N |
| BY   | 94     | Stadt Passau               | AK Passau I (=„Oberilzmühle“)                                   | Passau, etwa 5 km nördlich.                                        | 16. Oktober bis 18. November 1942                                                         | 70          | Bauarbeit am Stausee Oberilzmühle (ab 19. November 1942 bis 2. Mai 1945: Häftlinge aus dem KZ Mauthausen) |
| BY   | 95     | Stadt Hof                  | AK Hof-Moschendorf                                              |                                                                    | ab 3. September 1944                                                                      | 100         | Reparatur von Waffen. Ab 30. September 1944 bis zur Auflösung am 4. April 1945 Zuständigkeit KZ Flossenbürg. |
| BW   | 73     | Ostalbkreis                | AK Ellwangen                                                    | Ellwangen (Jagst)                                                  | 3. Juli 1941 bis 17. Oktober 1942                                                         | 35          | Reinhardt-Kaserne (damaliger Name: „Mühlberg Kaserne“). Arbeit in Kaserne für das SS-Kraftrad-Ersatz-Bataillon |
| BW   | 78     | LK Konstanz                | KZ-Außenlager Radolfzell                                        |                                                                    | ab 1941                                                                                   | 100         | Bei Heinrich-Koeppen-Kaserne (Standort der Waffen-SS). Bauarbeit, z. B. am Schießstand der Unterführerschule, siehe auch: NS-Geschichte von Radolfzell |
| BW   | 88     | Bodenseekreis              | AL Friedrichshafen, 1. Hauptlager                               | ALK Bodensee                                                       | ab 22. Juni 1943 bis 25. September 1944                                                   | 1.200       | Luftschiffbau Zeppelin GmbH, Teil des Bauprogramms der Aggregat 4, später bekannt als V2-Rakete. 1.000 bis 1.200 Häftlinge. |
| BW   | 88     | Bodenseekreis              | AL Überlingen-Aufkirch, 2. Hauptlager                           | ALK Bodensee                                                       | ab 4. Oktober 1944                                                                        | 800         | Organisation Todt, Bauarbeit am Goldbacher Stollen |
| BW   | 88     | LK Sigmaringen             | AL Saulgau                                                      | ALK Bodensee – Bad Saulgau                                         | ab 13. September 1943                                                                     | 400         | Luftschiffbau Zeppelin GmbH, Männerlager. |
| BW   | 89     | LK Heidenheim              | AK Heidenheim                                                   | Heidenheim an der Brenz                                            | 20. Oktober 1941 bis 26. November 1942                                                    | 50          | 50 Gefangene, Bauarbeiten Schlosshau, Vertrag mit Rapp & Schüle aus Ulm. |
| BW   | 89     | Stadt Ulm                  | AK Ulm                                                          |                                                                    | 4. Januar bis 11. März 1945                                                               | 40          | Magirus-Deutz, Ergänzung Zwangsarbeiter durch 30 bis 40 KZ-Inhaftierte, evtl. wegen größerer Bomben-Zerstörungen der Werke Blaubeurerstr. 179 und Magirusstr. |
| He   | 64     | LK Bergstraße              | AK Heppenheim                                                   | Heppenheim                                                         | Mai bis Dezember 1942                                                                     | 60          | Deutsche Versuchsanstalt für Ernährung und Verpflegung. Ab Juni 1943 Wiederinbetriebnahme als Außenkommando des KZ Natzweiler-Struthof, Bau der Trockenkonservenfabrik Trokofa. |

### Gebiet Österreich
Die Basissortierung der Übersicht: 1) Bundesland (Land), 2) Bezirk, 3) Ort alt (aktuell).
| Land           | Bezirk aktuell    | Offizielle Bezeichnung AL – KZ-Außenlager AK – KZ-Außenkommando | Ort alt (aktuell)                                       | Zeitraum                                                  | Anz. Häftl. | Unternehmen, Art, Anmerkung |
| -------------- | ----------------- | --------------------------------------------------------------- | ------------------------------------------------------- | --------------------------------------------------------- | ----------- | --- |
| Oberösterreich | Gmunden           | AK Bad Ischl (Sägewerk Bachmanning)                             | Bad Ischl, Bachmanning                                  | 18. Juni bis 19. Dezember 1942                            | 20          | Sägewerk, Holzfällerarbeiten. Dieses Kommando hat wohl auch in Strobl, Gschwandt, St. Wolfgang und anderen Orten gearbeitet.                                                                                            |
| Oberösterreich | Gmunden           | AK Bad Ischl (Umsiedlungslager)                                 | Bad Ischl                                               | 9. Februar bis 19. Dezember 1942                          | 45          | Errichtung und Ausbau eines Umsiedlungslager für Donauschwaben durch 40 bis 45 Häftlinge |
| Oberösterreich | Perg              | AL Mauthausen                                                   | Mauthausen bei Linz                                     | Mai 1938 bis März 1939, danach KZ Mauthausen              | 1.000       | „Deutsche Erd- und Steinwerke GmbH“ (DEST), Errichtung des KZ Mauthausen. Im März 1939 wurde das Außenlager zum eigenständigen KZ Mauthausen, in dem mindestens 95.000 starben.                                         |
| Salzburg       | Hallein           | AK Hallein                                                      | Hallein                                                 | ab 1. September 1943                                      | 90          | Arbeit in Steinbruch/Stollensystem, Bau- und Handwerksarbeiten für SS-Kaserne sowie auf Almen, 90 Häftlinge. Lager drei Kilometer von Hallein an der Landesstraße nach Adnet im Steinbruch.                             |
| Salzburg       | Salzburg          | AK Salzburg (Bombensuchkommando)                                | Salzburg                                                | ab November 1944                                          | k. A.       | |
| Salzburg       | Salzburg          | AK Salzburg (Polizeidirektion)                                  | Salzburg, Hellbrunner Allee                             | ab 1. Dezember 1944                                       | 110         | 90 bis 112 Gefangene, untergebracht in Baracken in der Hellbrunner Allee |
| Salzburg       | Salzburg          | AK Salzburg (Kapitelplatz)                                      | Salzburg, Kapitelplatz                                  | Dezember 1942 und/oder ab April 1944                      | 11          | Bauleitung der Waffen-SS und Polizei. |
| Salzburg       | Salzburg          | AK Salzburg (Sprengkommando)                                    | Salzburg                                                | ab 12. Januar 1945                                        | k. A.       | |
| Salzburg       | Salzburg          | AK Salzburg (Firma E. Schürich)                                 | Salzburg                                                | 11. bis 28. Dezember 1942                                 | k. A.       | Die Firma E. Schürich war an der Renovierung des Palastes des Erzbischofs beteiligt. |
| Salzburg       | Salzburg-Umgebung | AK Pabenschwandt                                                | Plainfeld                                               | ab 1. Dezember 1944 (davor KZ Ravensbrück)                | 10          | 10 Gefangene, davon 7 weibliche Zeugen Jehovas. Ernährungswissenschaftliche Versuche. |
| Salzburg       | Salzburg-Umgebung | AK St. Gilgen (identisch mit „St. Wolfgang“)                    | St. Gilgen am Wolfgangsee                               | im Sommer 1938, jeweils Frühjahr bis Herbst 1941 und 1942 | 25          | Außenkommando, Bauarbeiten an Privathäusern von NS-Funktionären, Landhaus der KZ-Kommandanten Hans Loritz und Arthur Liebehenschel.                                                                                     |
| Salzburg       | Zell am See       | AL Weißsee                                                      | Uttendorf / Weißsee                                     | 1939 bis 1945                                             | 450         | Im Rahmen der Erweiterung des Stubachwerks. für die Deutsche Reichsbahn; Baracken bestanden ab 1943. Vorgängerbauten der heutigen Rudolfshütte am Weißsee in circa 2300 m Höhe.                                         |
| Salzburg       | Zell am See       | AK Fischhorn                                                    | Bruck an der Großglocknerstraße, Fischhorn im Pinzgau   | ab 6. September 1944                                      | 150         | Männer, Bau von Pferdeställen, Lagerhallen. Schlechte Lebensbedingungen. Dienststelle der SS im Schloß Fischhorn. |
| Steiermark     | Murau             | AK Schloß Lind                                                  | St. Marein bei Neumarkt                                 | ab Juni 1942                                              | 30          | SS-WVHA und Deutsche Reichsverein für Volkspflege und Siedlerhilfe setzten 20 bis 30 Gefangene für Feld- und Forstarbeiten, Straßen- und Brückenbauarbeiten sowie Reinigung ein.                                        |
| Steiermark     | Murau             | AK St. Lambrecht                                                | Sankt Lambrecht                                         | ab 13. Mai 1942                                           | 110         | im Kloster Stift St. Lambrecht. U. a. Landwirtschaft |
| Tirol          | Innsbruck-Land    | AK Neustift (= „Innsbruck II“)                                  |                                                         | ab 10. Oktober 1942                                       | 60          | Stubaital an der SS-Hochgebirgsschule in Neustift. 20 bis 60 Gefangene für Bauarbeiten eines Paradeplatzes, Munitionslager und Beginn unterirdischer Bunker, südlichstes Außenlager Dachaus                             |
| Tirol          | Kitzbühel         | AK St. Johann                                                   | St. Johann in Tirol                                     | August 1940 bis Juni 1941                                 | 20          | 20 politische Häftlinge bauten einen Bauernhof zum SS-Erholungsheim aus |
| Tirol          | Kitzbühel         | AK Schloss Itter                                                | Itter                                                   | ab 1943                                                   | 25          | Sonderlager für prominente französische Häftlinge, am 5. Mai 1945 von US-Kräften mit Unterstützung der Wehrmacht und des örtlichen Widerstandes befreit                                                                 |
| Tirol          | Reutte            | AK Plansee (SS-Sonderkommando, Männer)                          | Plansee (Breitenwang)                                   | ab 2. September 1944                                      | 25          | Hotel Forelle, bis zu 25 Gefangene unter Kommando Waffen-SS und Polizei. |
| Tirol          | Reutte            | AK Plansee (SS-Sonderkommando, Frauen)                          | Plansee (Breitenwang)                                   | ab September 1944                                         | 20          | Hotel Ammersee, bis zu 20 inhaftierte Frauen unter Kommando Waffen-SS und Polizei. |
| Vorarlberg     | Bregenz           | AK Lochau                                                       | Lochau am Bodensee (damals: Reichsgau Tirol-Vorarlberg) | 7. bis 27. April 1945                                     | 20          | Ehem. Brauerei Reiner. 8 bis 20 Inhaftierte mussten Labor für Blutstillmittel „Polygal“ errichten, betreiben und reinigen. Bereits vorher ab 1942 Zwangsarbeit für die „Bayerischen Leichtmetallwerke“ (BLM) in Lochau. |

### Gebiet Polen
| Verwaltungsbezirk (Woiwodschaft)          | Kreis (Powiat)    | Offizielle Bezeichnung    | Ort alt (aktuell)                            | Zeitraum                     | Anz. Häftl. | Unternehmen, Art, Anmerkung                              |
| ----------------------------------------- | ----------------- | ------------------------- | -------------------------------------------- | ---------------------------- | ----------- | -------------------------------------------------------- |
| Woiwodschaft Lebus (Województwo Lubuskie) | Powiat Sulęciński | KZ-Außenkommando Woxfelde | Woxfelde (heute Głuchowo in Gemeinde Słońsk) | November 1944 bis April 1945 | 1           | Berliner Musikverlag Ed. Bote und G. Bock, ein Häftling. |

## Begriffe „Außenlager“ und „Außenkommando“
KZ-Außenlager des KZ Dachau hatten in der Regel mindestens 250 Gefangene. Teils waren sie nur mit Stacheldraht umzäunt, teils waren die Inhaftierten in Gebäuden nahe dem Arbeitsort untergebracht. Das zugehörige Stammlager – hier Dachau – übernahm Verwaltung und hatte die Verfügungsgewalt. Größe und Bestandsdauer waren höchst unterschiedlich. Diese „Außenlager“ hatten meist eine komplexere Struktur mit SS-Lagerführer sowie Funktionshäftlingen, z. B. Block- oder Lagerältesten. In NS-Dokumenten wurden sie auch Nebenlager oder Arbeitslager genannt. Es gab 46 dieser Außenlager, davon 30 in sechs Außenlagerkomplexen zusammengefasst, jeweils unter der Leitung eines Hauptaußenlagers.
KZ-Außenkommandos des KZ Dachau hatten in der Regel weniger als 250 Gefangene. Sie hatten keine komplexere Lagerstruktur wie Verwaltung, eigene Arbeitsplanung oder Wäscherei. Oftmals kehrten diese Inhaftierten nach dem täglichen Arbeitseinsatz in das zugehörige Außenlager zurück, begleitet und überwacht durch SS-Wachmannschaften. Es gab 94 dieser Außenkommandos.
KZ-Kommandos bzw. KZ-Innenkommandos waren Einsatzgruppen von KZ-Häftlingen zur Zwangsarbeit außerhalb des KZ Dachau, die nach der täglichen Arbeit in das Stammlager KZ Dachau zurückkehrten, von diesen gab es 45, zusätzlich zu den 34 innerhalb des Lagerbereichs.
Historiker verwenden zum Teil vereinfachend die Bezeichnung KZ-Außenlager als Sammelbegriff für alle drei Bezeichnungen.

## Abgrenzung

### Innenkommandos KZ Dachau
Folgende Standorte von Einsätzen zur Zwangsarbeit waren „Innenkommandos“ des KZ Dachau – diese KZ-Häftlinge kehrten nach ihrer Schicht täglich zur Übernachtung in das KZ Dachau zurück. Hier sind nur jene aufgezählt, die am häufigsten mit Außenlagern verwechselt werden.
| Land | LR PLZ | Landkreis aktuell | Offizielle Bezeichnung                                    | Ort alt (aktuell)               | Zeitraum                           | Anz. Häftl. | Unternehmen, Art, Anmerkung |
| ---- | ------ | ----------------- | --------------------------------------------------------- | ------------------------------- | ---------------------------------- | ----------- | --- |
| BY   | 80/81  | Stadt München     | KZ-Kommando Reichsführer, SS-Hauptkasse                   | München, Karolinenplatz         | 5. Februar bis 3. März 1945        | 10          | Innenkommando. |
| BY   | 80/81  | Stadt München     | KZ-Kommando Feldmoching                                   | München-Feldmoching             | am 2. Oktober 1944 erwähnt         | k. A.       | Innenkommando. Männer. |
| BY   | 80/81  | Stadt München     | KZ-Kommando Reichsbahn-Ausbesserungswerk München-Freimann | München-Freimann, Frankplatz 19 | 1943, „offiziell“ ab 28. März 1944 | 1.200       | Reichsbahn, Reparatur und Instandhaltung Lokomotiven, bis zu 1.200 Häftlinge aus KZ Dachau. Innenkommando.                                                                                         |
| BY   | 85     | LK Dachau         | KZ-Kommando Ampermoching                                  | in Hebertshausen                |                                    | k. A.       | Innenkommando. |
| BY   | 85     | LK Dachau         | KZ-Kommando Dachau (Präzifix), Werk II                    | Dachau ⊙                        | Fabrik II ab 1. November 1942      | 400         | Innenkommando. Präzifix GmbH, Schrauben-Rüstungsbetrieb, Zulieferer für BMW und Messerschmitt, 400 Gefangene, siehe auch Georg Scherer (Funktionshäftling) und Edgar Kupfer-Koberwitz (Schreiber). |
| BY   | 85     | LK Dachau         | KZ-Kommando Dachau (Liebhof)                              | Dachau, Liebhof ⊙               | ab 3. Juni 1943                    | 800         | Kommando des Stammlagers Dachau. Bis zu 800 Gefangene in Landwirtschaft mit 750 Hektar, sowie Transporte.                                                                                          |
| BY   | 85     | LK Dachau         | KZ-Kommando Dachau (Pollnhof)                             | Dachau, Steinstr. 16 ⊙          | ab 1942                            | 50          | SS, landwirtschaftlicher Betrieb. Innenkommando des KZ Dachau. Nur ab 1. März 1945 für vier Wochen als eigenes Außenkommando geführt.                                                              |

### Keine Standorte des KZ Dachau
Folgende vermeintliche Standorte gehörten nicht als Außenkommandos oder -lager zum KZ Dachau:
| Staat | Land  | Landkreis Bezirk | Offizielle Bezeichnung                              | Ort alt (aktuell)                   | Zeitraum               | Anz. Häftl. | Unternehmen, Art, Anmerkung |
| ----- | ----- | ---------------- | --------------------------------------------------- | ----------------------------------- | ---------------------- | ----------- | --- |
| D     | BY    | Stadt München    | AL München (Reichsbahn), 13. SS-Eisenbahnbaubrigade | München, westlich des Hauptbahnhofs | ab 1. Januar 1945      | 500         | Deutsche Reichsbahn, Aufräumarbeiten. Eingesetzt auch zwischen Hacker- und Donnersbergerbrücke. Diese 13. SS-Eisenbahnbaubrigade unterstand ab 1. Januar 1945 dem KZ Sachsenhausen, mit Häftlingen aus dem KZ Dachau. |
| Ö     | Tirol | Imst             | Ötztal - Bauvorhaben                                | Ötztal                              | ab 1. bis 4. Mai 1945  | 300         | Deckname „Bauvorhaben 101 Messerschmitt München“. Großwindkanal beim Bahnhof Ötztal. Ausbau Barackenlager nicht mehr vollzogen. Todesmarsch mit knapp 10.000 Häftlingen Richtung Ötztal. Kein Arbeitseinsatz.         |
| Ö     | Tirol | Innsbruck        | Innsbruck (Reichsstraßenbauamt) – geplantes AK      | Innsbruck                           | ab 13. Oktober 1942    | –           | war geplantes Arbeitskommando des Arbeitskommandos Neustift, wurde nicht realisiert. |
| Ö     | Tirol | Innsbruck        | Innsbruck-Reichenau – Auffanglager                  | Innsbruck-Reichenau                 | 24. und 25. April 1945 | 137         | Zweitägiges SS-Sonderlager für 137 prominente Gefangene (ohne Arbeitseinsatz) zur Übernachtung im ehemaligen Arbeitserziehungslager Reichenau                                                                         |